# Jerzy Spychała
Jerzy Spychała (ur. 1 czerwca 1932 we Wrzącej, zm. 12 lutego 2020 w Łodzi) – polski duchowny i muzealnik, ksiądz prałat, dziekan dekanatu widawskiego (1975–1986) i dekanatu konstantynowskiego (1994–2009), dyrektor Muzeum Archidiecezji Łódzkiej (1995–2013).

## Życiorys
Ukończył naukę w II Liceum Ogólnokształcącym im. G. Narutowicza w Łodzi, następnie zaś studia w Wyższym Seminarium Duchownym w Łodzi. Święcenia kapłańskie przyjął 15 czerwca 1958. Początkowo był wikariuszem w łódzkich parafiach: św. Jana Chrzciciela, św. Józefa (Łódź-Ruda), św. Wojciecha, Najświętszego Zbawiciela, Przemienienia Pańskiego oraz św. Antoniego Padewskiego. W 1975 został proboszczem parafii Podwyższenia Krzyża Świętego w Widawie oraz dziekanem dekanatu widawskiego (1975–1986). Od 1986 był proboszczem parafii Zesłania Ducha Świętego w Łodzi i wicedziekanem dekanatu Łódź-Bałuty. W 1994 obronił pracę doktorską na Uniwersytecie Wrocławskim, pt. „Ludność parafii Strzelce Opolskie w latach 1766–1870 (na podstawie ksiąg metrykalnych)”, pod opieką naukową Zbigniewa Kwaśnego. W tym samym roku został proboszczem parafii Narodzenia Najświętszej Maryi Panny w Konstantynowie Łódzkim i dziekanem dekanatu konstantynowskiego (1994–2009). Od 2009 mieszkał w Domu Księży Emerytów. W latach 1995–2013 był dyrektorem Muzeum Archidiecezji Łódzkiej.
Należał do Komisji Episkopatu ds. Sztuki Kościelnej (obecnie: Rada do Spraw Kultury i Ochrony Dziedzictwa Kulturalnego Konferencji Episkopatu Polski) oraz przewodniczył Komisji ds. Kościelnego Budownictwa i Ochrony Zabytków podczas IlI Synodu Archidiecezji Łódzkiej. W został członkiem National Geographic Society w uznaniu za wsparcie udzielane tej organizacji. W 2007 Papież Benedykt XVI wyróżnił go godnością Kapelana Jego Świątobliwości.
Został pochowany na cmentarzu parafialnym w Lutomiersku.

## Wyróżnienia
- Brązowy Krzyż Zasługi (2006)[5]
- Tytuł „Zasłużony dla Miasta Konstantynowa Łódzkiego” (2009)[4] – za wieloletni wkład pracy w rozwój i aktywne uczestnictwo w kreowaniu współczesnego oblicza Konstantynowa Łódzkiego[6]